# 정수환 (축구 선수)
정수환(한국 한자: 鄭守桓, 2001년 10월 26일 ~ )는 대한민국의 축구 선수로, 포지션은 센터백이다. 현재 김해시청축구단 소속이다.